# La Chapelle-Vaupelteigne
La Chapelle-Vaupelteigne é uma comuna francesa na região administrativa de Borgonha-Franco-Condado, no departamento de Yonne. Estende-se por uma área de 4,96 km². Em 2010 a comuna tinha 89 habitantes (densidade: 17,9 hab./km²).